# Fàbrica del Riu
La Fàbrica del Riu és una fàbrica del municipi de Navarcles (Bages) inclosa en l'Inventari del Patrimoni Arquitectònic de Catalunya.

## Descripció
És una fàbrica amb dues parts ben diferenciades: un primer edifici constituït per una nau de tres pisos. Petites finestres li donen llum. Posteriorment, s'hi va afegir una llarga nau amb obertures més grans i altres dependències (porteria i pisos antigament utilitzats per treballadors i quadres mitjans). Originàriament aprofitava el salt d'aigua originat pel rec i la resclosa d'un antic molí.

## Història
És la primera fàbrica construïda al poble i fou fundada per Manuel Comellas, fill d'un pagès navarclí, juntament amb dos socis més. El 1816 es compren els terrenys per 500 lliures i el 1818 comença la construcció de la fabrica, que va entrar en funcionament l'any següent, el 1819. La fàbrica es va partir en diverses seccions que funcionaven independentment fins que el 1841 Joaquim Batlles va comprar diverses parts, obtenint-ne el control de la major part. No se sap fins quan Comelles, Batlles, Santmartí i Cia van fer funcionar la fàbrica de forma directa, però tenim notícia que el 1867 i anys posteriors la fàbrica era explotada per altres empresaris. L'any 1869 s'amplia el canal i la fàbrica donant-li la fesomia actual.
Al llarg dels anys van anar fent diverses compravendes fins que el 1910 diversos socis venien la fàbrica a Isidre Puig i Cia que era l'amo de la fàbrica de Sant Benet. Als anys 80 va ser tancada definitivament i venuda en subhasta el 1983, una part a l'empresa Hidrogant S.A. el gerent de la qual era el navarclí Jaume Matamala i les altres parts a Dolors Cura Garcia, Agustí Cots Alsina i Josep Claret Tarrés. Els nous amos tenien especial interès en el salt d'aigua que van començar a explotar immediatament, mentre que la fàbrica la llogaren a diverses empreses. La fàbrica sempre va estar dedicada a la filatura.